# Saint-Jean-Rohrbach
Saint-Jean-Rohrbach (Duits: Johannsrohrbach)  is een gemeente in het Franse departement Moselle (regio Grand Est). De plaats maakt deel uit van het arrondissement Sarreguemines. Saint-Jean-Rohrbach telde op 1 januari 2022 963 inwoners.

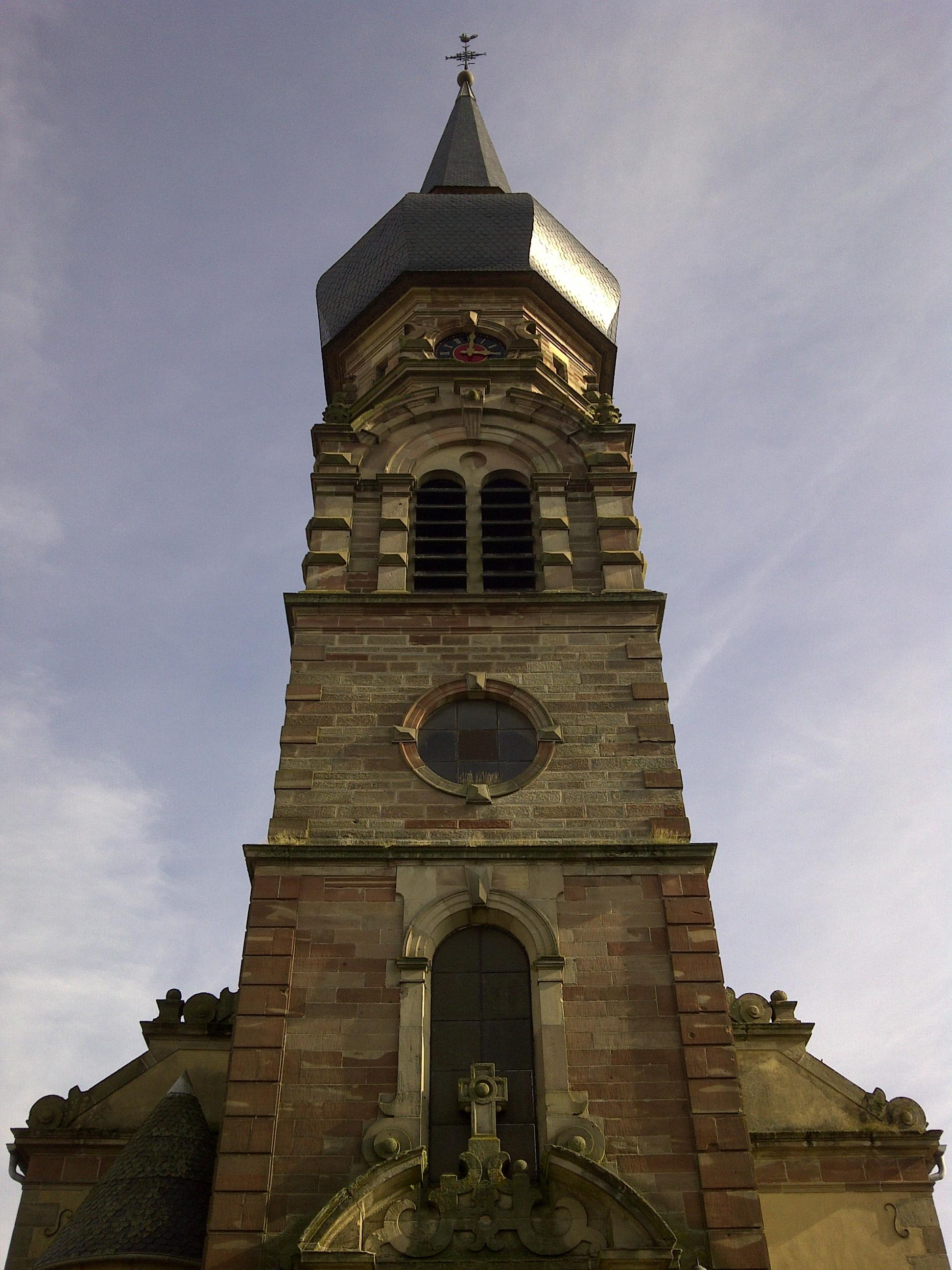
Kerk van Saint-Jean-Rohrbach
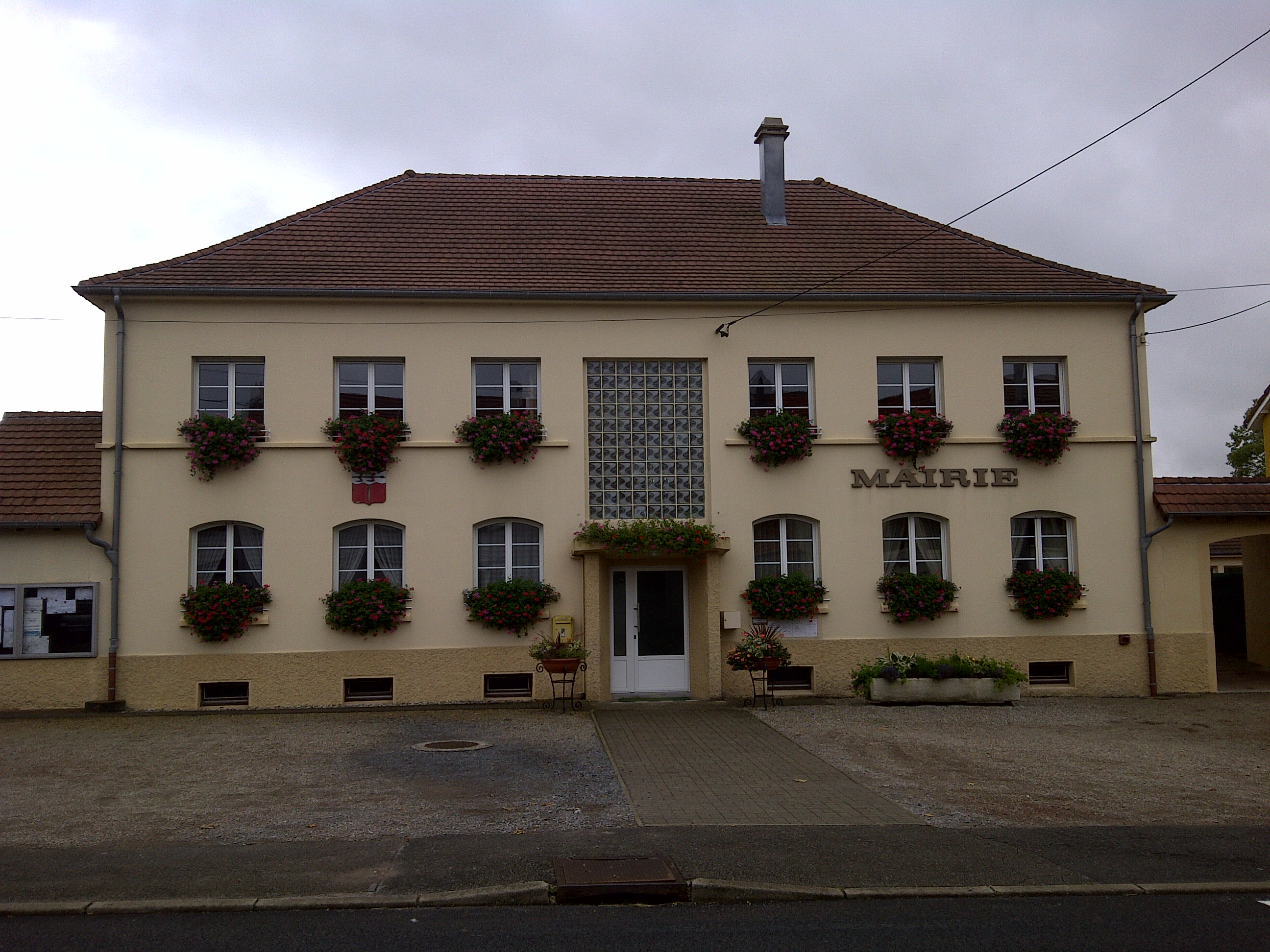
Gemeentehuis

## Geografie
De oppervlakte van Saint-Jean-Rohrbach bedroeg op 1 januari 2022 12,19 vierkante kilometer; de bevolkingsdichtheid was toen 79 inwoners per km².

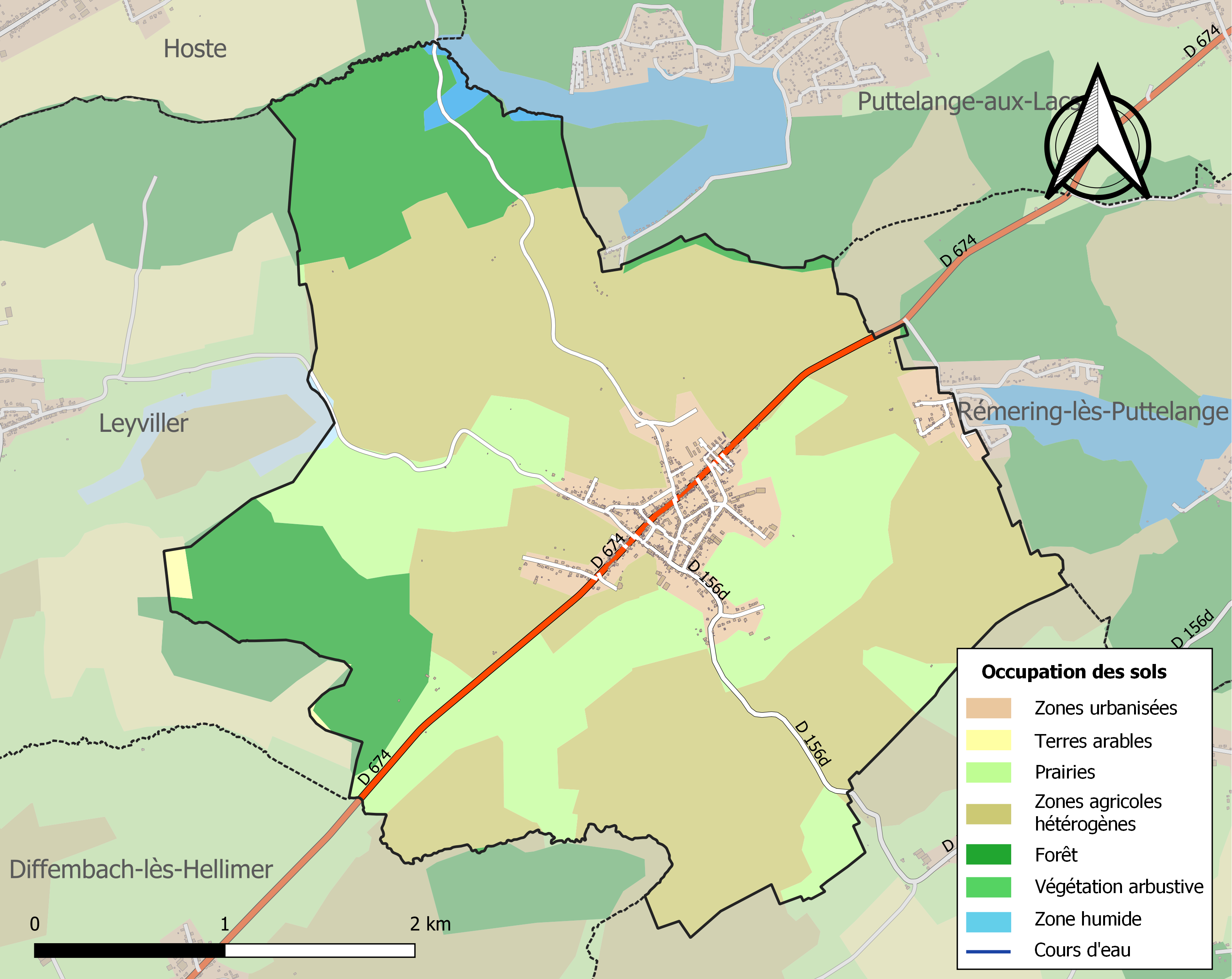
Kaart van de gemeente met de belangrijkste infrastructuur, bodemgebruik en omliggende gemeenten

## Demografie
Onderstaande figuur toont het verloop van het inwonertal (bron: INSEE-tellingen).